# El Poeta come-leones en la guarida de piedra

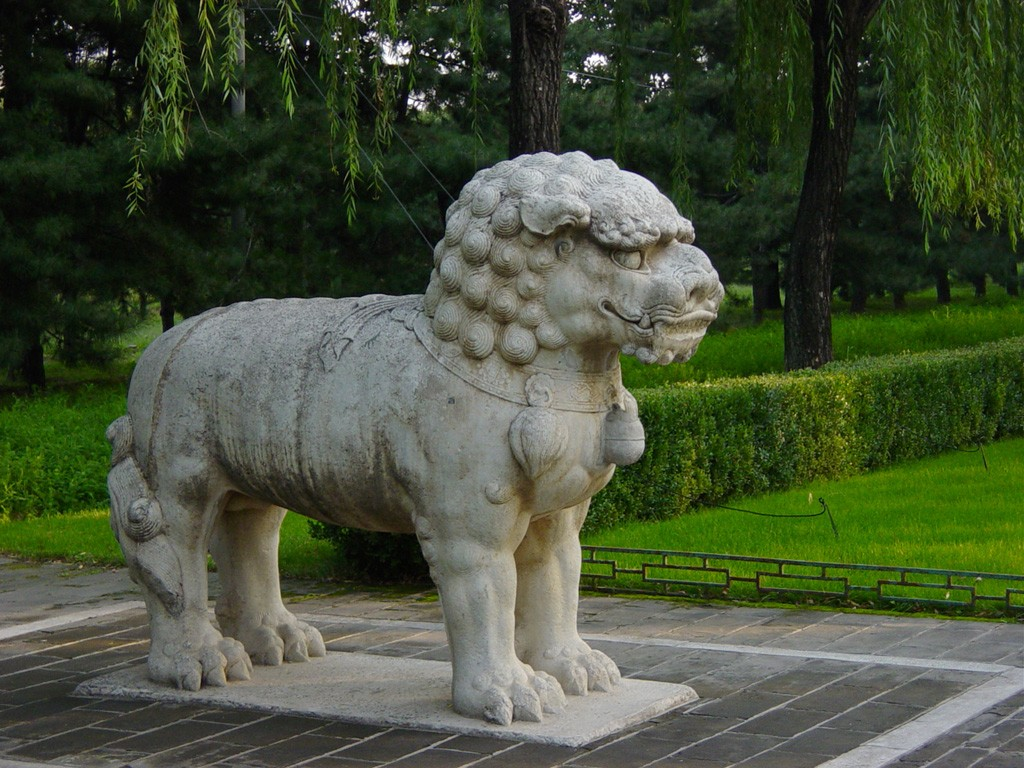
León de piedra, en chino, 石狮 Shíshī

El Poeta come-leones en la guarida de piedra (en chino, 施氏食狮史; pinyin, Shī Shì shí shī shǐ (escuchar)ⓘ) es un poema escrito en la década de 1930 por el autor chino Zhao Yuanren. Famoso ejemplo de escritura constreñida, consiste en 92 caracteres chinos, todos con el sonido shi en diferentes tonos cuando es leído en mandarín. El texto, aunque escrito en chino clásico, puede ser fácilmente comprendido por la mayoría de los lectores cultos. Sin embargo, cambios en la pronunciación durante más de 2500 años han dado lugar a un alto grado de homofonías en el chino clásico, por lo que el poema se ha convertido en completamente incomprensible cuando es pronunciado en pǔtōnghuà (mandarín) o al escribirlo romanizado.
Lingüistas de la República Popular China indican que Zhao Yuanren, como líder y organizador de la escritura romanizada de la lengua nacional, creía en la romanización del mandarín (que incorpora tonos y deletreos afines de extranjerismos), pero sostenía que era solo aplicable para escribir chino vernáculo moderno y no chino clásico. Como consecuencia, el chino clásico debería ser abandonado y el chino vernáculo promovido. Otros lingüistas, sin embargo, ven el texto como una demostración de cuán absurdo puede ser romanizar el idioma chino. Esto a veces causa más confusión que ayuda a los estudiantes principiantes.

## El texto
El siguiente texto está escrito en Hanyu Pinyin. La ortografía Hanyu recomienda escribir con números indoarábigos, así el número shí debería ser escrito como 10. Para preservar la homofonía en este caso, el número 10 ha sido deletreado en pinyin.

«Shī Shì shí shī shǐ» (hànyǔ pīnyīn)

Shíshì shīshì Shī Shì, shì shī, shì shí shí shī.

Shì shíshí shì shì shì shī.

Shí shí, shì  shí shī shì shì.

Shì shí, shì Shī Shì shì shì.

Shì shì shì shí shī, shì shǐ shì, shǐ shì shí shī shìshì.

Shì shí shì shí shī shī, shì shíshì.

Shíshì shī, Shì shǐ shì shì shíshì.

Shíshì shì, Shì shǐ shì shí shì shí shī.

Shí shí, shǐ shí shì shí shī, shí shí shí shī shī.

Shì shì shì shì.
《施氏食獅史》 (caracteres chinos)

石室詩士施氏, 嗜獅, 誓食十獅。

氏時時適市視獅。

十時, 適十獅適市。

是時, 適施氏適市。

氏視是十獅, 恃矢勢, 使是十獅逝世。

氏拾是十獅屍, 適石室。

石室濕, 氏使侍拭石室。

石室拭, 氏始試食是十獅。

食時, 始識是十獅, 實十石獅屍。

試釋是事。
Significado en español:
En una guarida de piedra estaba el poeta Shi, al que le encantaba comer leones, y decidió comerse diez.

Solía ir al mercado a buscar leones.

Un día a las diez en punto, diez leones acababan de llegar al mercado.

En aquel momento, Shi también acababa de llegar al mercado.

Viendo esos diez leones, los mató con flechas.

Trajo los cadáveres de los diez leones a la guarida de piedra.

La guarida de piedra estaba húmeda. Pidió a sus siervos que la limpiaran.

Después de que la guarida de piedra fuese limpiada, intentó comerse esos diez leones.

Cuando los comió, se dio cuenta de que esos diez leones eran en realidad diez cadáveres de leones de piedra.

Intenta explicar esto.

## Explicación
Puesto que el pasaje está escrito en chino clásico, la homofonía no es un problema. El chino clásico es un lenguaje escrito y es muy diferente del chino hablado. Palabras diferentes que tienen el mismo sonido cuando son pronunciadas en voz alta tienen diferentes formas de escritura, comparable con meet y meat en inglés. Muchos caracteres en el texto tienen también distintos sonidos en chino medio. Todas las numerosas variantes del chino hablado con el tiempo han fusionado y separado diferentes sonidos. Por ejemplo, cuando el mismo poema es leído en Min Nan o taiwanés, hay al menos seis distintas sílabas — se, si, su, sek, sip, sit – en siete distintos tonos, y en cantonés, hay siete sílabas distintas — sek, sat, si, sai, sik, sap, ci — en seis tonos distintos. No obstante, si esto llega a hacer comprensible el pasaje aún es discutible. Mientras que el sonido cambiaba uniendo los sonidos que habían sido distintos, surgieron nuevas maneras de pronunciar esos conceptos. Típicamente, palabras bisilábicas reemplazaron a las monosilábicas. Si el mismo pasaje es traducido a mandarín moderno, no es tan confuso. Lo siguiente es un ejemplo escrito en chino vernacular, junto con su pronunciación en pinyin.

## Texto del poema en chino vernacular
Caracteres chinos (simplificado) con pinyin y transcripción añadida usando caracteres ruby.
| 《施 氏 吃 狮 子 记》 有 一 位 住 在 石 室 里 的 诗 人 叫 施 氏， 爱 吃 狮 子， 决 心 要 吃 十 只 狮 子。 他 常 去 市 场 看 狮 子。 十 点 钟， 刚 好 有 十 只 狮 子 到 了 市 场。 那 时 候， 刚 好 施 氏 也 到 了 市 场。 他 看 见 那 十 只 狮 子， 便 放 箭， 把 那 十 只 狮 子 杀 死 了。 他 拾 起 那 十 只 狮 子 的 尸 体， 带 到 石 室。 石 室 湿 了 水， 施 氏 叫 侍 从 把 石 室 擦 乾。 石 室 擦 乾 了， 他 才 试 吃 那 十 只 狮 子。 吃 的 时 候， 才 发 现 那 十 只 狮 子， 原 来 是 十 只 石 头 的 狮 子 尸 体。 试 解 释 这 件 事 吧。                                                                                       | |
| Caracteres chinos (tradicional) | Caracteres chinos (simplificado) |
| 《施氏吃獅子記》 有一位住在石室裏的詩人叫施氏，愛吃獅子，決心要吃十隻獅子。 他常常去市場看獅子。 十點鐘，剛好有十隻獅子到了市場。 那時候，剛好施氏也到了市場。 他看見那十隻獅子，便放箭，把那十隻獅子殺死了。 他拾起那十隻獅子的屍體，帶到石室。 石室濕了水，施氏叫侍從把石室擦乾。 石室擦乾了，他才試試吃那十隻獅子。 吃的時候，才發現那十隻獅子，原來是十隻石頭的獅子屍體。 試試解釋這件事吧。 | 《施氏吃狮子记》 有一位住在石室里的诗人叫施氏，爱吃狮子，决心要吃十只狮子。 他常常去市场看狮子。 十点钟，刚好有十只狮子到了市场。 那时候，刚好施氏也到了市场。 他看见那十只狮子，便放箭，把那十只狮子杀死了。 他拾起那十只狮子的尸体，带到石室。 石室湿了水，施氏叫侍从把石室擦乾。 石室擦乾了，他才试试吃那十只狮子。 吃的时候，才发现那十只狮子，原来是十只石头的狮子尸体。 试试解释这件事吧。 |
| Transcripción pinyin del chino vernacular. | |
| « Shī Shì chī shīzi jì » Yǒu yi wèi zhù zài shíshì lǐ de shīrén jiào Shī Shì, ài chī shīzi, juéxīn yào chī 10 zhi shīzi. Tā chángcháng qù shìchǎng kàn shīzi. 10 diǎnzhōng, gānghǎo yǒu 10 zhi shīzi dào le shìchǎng. Nà shíhòu, gānghǎo Shī Shì yě dào le shìchǎng. Tā kànjiàn nà 10 zhi shīzi, biàn fàng jiàn, bǎ nà 10 zhi shīzi shā sǐ le. Tā shí qǐ nà 10 zhi shīzi de shītǐ, dài dào shíshì. Shíshì shī le shuǐ, Shī Shì jiào shìcóng bǎ shíshì cā gān. Shíshì cā gān le, tā cái shìshi chī nà 10 zhi shīzi. Chī de shíhòu, cái fāxiàn nà 10 zhi shīzi, yuánlái shì 10 zhi shítou de shīzi shītǐ. Shìshi jiěshì zhè jiàn shì ba. | |